# Paolo Bedeschi
Paolo Bedeschi (18 maggio 1930) è un chirurgo italiano, professore universitario di ortopedia, tra i fondatori  della chirurgia della mano in Italia, eletto Pioneer of Hand Surgery.

## Biografia
Figlio di Enrico Bedeschi, medico specialista in malattie polmonari e della maestra Lina Mezzogori, morta improvvisamente a 38 anni, per una grave malattia epatica. Viene da allora accudito da Olga, la sorella di Lina che poi nel 1936 sposa Enrico. Terminato il liceo classico a Ravenna nel luglio 1949, nel novembre dello stesso anno si iscrive a Medicina e Chirurgia nell'Università di Bologna, ove si laurea con lode il 2 dicembre 1955.

## Carriera universitaria
Dal gennaio 1956 inizia a lavorare presso la Clinica Ortopedica dell'Università di Modena, diretta dal Prof. Augusto Bonola  e vi resta fino al 1997 prima come Assistente, poi come Aiuto e infine dal 1976  come Direttore della Clinica stessa.
Consegue la specializzazione in Ortopedia e Traumatologia nel 1959, la libera docenza in Clinica Ortopedica nel 1967 e nel 1980 vince il concorso per la cattedra di Clinica Ortopedica, bandito dall'Università di Modena,  rimanendo in servizio sino al 1º novembre 1997.

## Chirurgia della mano
Nell'estate del 1958, mentre frequenta il Royal National Orthopaedic Hospital di Londra, viene a conoscenza che il chirurgo americano Sterling Bunnell sostiene la necessità di creare la figura di un  nuovo chirurgo: il chirurgo della mano, che deve essere competente nella chirurgia ortopedica, nella chirurgia plastica ricostruttiva e inoltre nella riparazione delle lesioni vascolari e nervose. Dagli anni '60  viene richiesta al chirurgo della mano anche la competenza nella  microchirurgia nervosa e vascolare. Nel 1960 Bedeschi si reca per due mesi  a Goteborg, nella Clinica chirurgica degli arti diretta dall'allievo di Bunnell Prof. Erik Moberg, per apprendere le nozioni fondamentali teoriche e pratiche della chirurgia della mano. Tornato in Clinica Ortopedica a Modena egli diventa un convinto pioniere di questa nuova disciplina.
Due anni dopo, quando nel dicembre del 1962 viene fondata a Firenze la Società Italiana di Chirurgia della Mano, terza nata a livello mondiale, Augusto Bonola ne diventa il primo Presidente.  Bedeschi é il primo segretario alla Presidenza; nel 1977 assume la carica di presidente della Società e  nel 2003 ne viene nominato Presidente onorario. La società prevede sin dall'inizio di organizzare corsi annuali di aggiornamento, congressi annuali e la pubblicazione una rivista specifica. La Rivista Italiana di Chirurgia della Mano viene avviata nel 1964 e lo stesso anno iniziano i corsi aggiornamento, organizzati inizialmente da Bonola e poi, dal 1977 al 1996, da Bedeschi.
Dal 1973 al 1979 Bedeschi per sei anni è il delegato italiano alla International Federation of Societies for Surgery of the Hand (IFSSH), riuscendo a ottenere che la Federazione organizzi dei congressi triennali. Il primo congresso della IFSSH si svolge nel 1980 a Rotterdam.
Nel 1980 Bedeschi effettua per primo in Italia l'intervento di resezione della filiera prossimale carpale (RFPC). Egli dimostra, in base ad una valutazione comparata tra gli esiti degli interventi di RFCP da lui eseguiti per via volare e gli esiti di quelli da lui eseguiti  per via dorsale, il netto vantaggio dell'utilizzo per la RFPC della via di accesso volare per un migliore recupero della funzionalità dell'arto e del controllo del dolore. 

### Scuola modenese di chirurgia della mano
La scuola, avviata da Bonola nel 1960, è stata tra le prime in Europa in questa  disciplina. Dal 1962 é stato un fautore della collaborazione internazionale tra le Società di Chirurgia della mano. Anche per  merito suo il 20 gennaio 1966 é stata fondata a Chicago l’International Federation of Societies for Surgery of the Hand (IFSSH). Gli otto soci fondatori sono stati l’americano Arthur Barsky, l’italiano Augusto Bonola, il francese Raoul Tubiana, l’inglese Hugh Graham, il tedesco Dieter Buck-Gramcko, lo scandinavo Nils Carstam, il giapponese Takefumi Morotomi e il brasiliano Alipio Pernet.
Nel 1986, per convinta decisione di Bedeschi, viene creato nel Policlinico di Modena il reparto autonomo di Chirurgia della mano e Microchirurgia,  in accordo con l'AUSL di Modena, con l'Università di Modena e con l'Assessorato alla Sanità della Regione Emilia Romagna.
Il reparto inizia l'attività con dodici posti letto, tratti dalla Clinica Ortopedica, con un direttore universitario (Alessandro Caroli) e  due aiuti ospedalieri (Guido Cristiani e Giordano Pancaldi). L'allora piccolo reparto di Chirurgia della mano e Microchirurgia è oggi diventato una struttura complessa particolarmente qualificata, con uno staff di un direttore e di undici dirigenti medici, con un pronto soccorso autonomo di Chirurgia della mano, con due ambulatori e con una disponibilità di posti letto e di sale operatorie tale da rispondere alle necessità della Chirurgia della mano, sia in elezione che in urgenza. I suoi direttori sono sempre stati tratti tra gli allievi della Scuola modenese di Chirurgia della mano e sette di essi sono stati presidenti della  Società Italiana di Chirurgia della mano

## Onorificenze
- All'ottavo congresso della IFSSH, svoltosi a Istanbul nel 2001, viene conferita a Paolo Bedeschi la qualifica di Pioneer of Hand Surgery, riservata soltanto a pochissimi chirurghi della mano membri emeriti della IFSSH.

## Ricerche storiche
Terminata nel 1997 la sua attività professionale Bedeschi si è dedicato alla ricerca storica, studiando in particolare gli avvenimenti della Seconda guerra mondiale e della Guerra fredda nell'Europa centro-orientale e balcanica e pubblicando su questi argomenti tre libri che sono citati in Saggistica.

## Scritti

### Professionali
Ha scritto 130 pubblicazioni su riviste scientifiche italiane e internazionali, cinque opere monografiche, sei capitoli di trattati di Ortopedia o di Chirurgia della mano, tre "Proceedings" di Congressi internazionali, tra cui: 
- Paolo Bedeschi, Aggiornamento sulla resezione della filiera prossimale carpale mediante la via di accesso volare e sulla sostituzione protesica dell'estremità prossimale del capitato, Riv, Chir. Mano 2024; 61: 54-73.

- Paolo Bedeschi, Aggiornamento sulla malattia di Dupuytren. Terminologia e tecniche chirurgiche. Ricerche chirurgiche, immunoistochimiche e con il microscopio elettronico, Riv. Chir. Mano 2023; 60: 14-27.

- Paolo Bedeschi, Carpal tunnel syndrome surgical  complications, in Luchetti R., Amadio P., Carpal tunnel syndrome. Springer, Verlag, Berlin, 2007, pp. 269-289.
- Paolo Bedeschi, Correction chirurgicale précoce en deux temps de la main bote radiale.  in Tubiana R. Traité de Chirurgie de la Main, Masson Ed., Paris, 1998; Tome 6: 468-480.
- Paolo Bedeschi, La resezione della prima filiera del carpo, in Lo scafoide, Monografie SICM, Mattioli Ed. Fidenza, 1997; 2: 225-233.
- Paolo Bedeschi, Osteosynthesis of the carpal scaphoid with bio-resorbable mini-staples. Proceedings of the 6th IFSSH Congress, Helsinki, 1995. Elsevier Ed., Amsterdam, 1995: 79-83.
- Paolo Bedeschi e F. Barca, Biplanar Wedge Osteotomy of the Distal Radius for Rheumatoid Radiocarpal Instability, in Journal of Hand Surgery. European Volume, n. 19-1, 1994, DOI:10.1016/0266-7681(94)90356-5.
- Paolo Bedeschi, Tommaso Luppino, Endoprotesi articolari del polso e della mano. Relazione monografica al 49° Congresso SIOT, Cagliari, 1974. Artioli Editore, Modena, 1974.
- Paolo Bedeschi, Trattamento chirurgico delle lesioni dei nervi al polso e alla mano. Relazione monografica al 46° Congresso SIOT, Roma, 1971. Aulo Gaggi Editore, Bologna, 1971.
- Paolo Bedeschi, Arrigo Polacco,  Atlopatie osteo-articolari (osteo-artropatie croniche da sport). Leonardo Edizioni scientifiche, Roma, 1964.
- Paolo Bedeschi, Domenico Macioce, Le Ulcere da decubito. Edizioni Minerva Medica, Milano, 1965.

### Saggistica
- Paolo Bedeschi, Particolari vicende storiche della Seconda Guerra Mondiale, Carbonia, Susil Edizioni, 2025.
- Paolo Bedeschi, Otto repubbliche popolari in Europa, negli anni della guerra fredda, Carbonia, Susil edizioni, 2022.
- Paolo Bedeschi, Anni difficili : avvenimenti della Seconda Guerra Mondiale con i ricordi dell'Autore e altre testimonianze, Cesena, Il Ponte Vecchio, 2019.
- Paolo Bedeschi e Antonio Landi, Storia della Chirurgia della mano al Policlinico Ospedaliero-Universitario di Modena, C.G. Edizioni Medico Scientifiche, 2018.

## Voi correlate
- Chirurgia della mano